# Parabelminus
Parabelminus es un género de insectos de la subfamilia Triatominae, dentro de la familia de las chinches asesinas (Reduviidae).
Son insectos que alcanzan hasta unos 9 o 10 mm de largo máximo, de color negro. Habitan en zonas arbóreas, probablemente asociados con zarigüeyas y roedores.
Las especies de este género se pueden encontrar en Brasil, especialmente en Río de Janeiro y Bahía. Es un vector de la enfermedad de Chagas.

## Especies
Las especies identificadas del género Parabelminus son:
- P. carioca Lent, 1943 (Tc) (Río de Janeiro)
- P. yurupucu Lent & Wygodzinsky, 1979 (Bahía)

La designación (Tc) significa que la especie se asocia con Trypanosoma cruzi, el agente etiológico de la enfermedad de Chagas.